# 波伊納鎮區 (愛荷華州布萊克霍克縣)
波伊納鎮區（英語：Poyner Township）是位於美國愛荷華州布萊克霍克縣的一個行政鎮區。

## 地方資料
根據2010年美國人口普查的數據，波伊納鎮區的面積為91.33平方千米，當中陸地面積為90.11平方千米，而水域面積為1.22平方千米。當地共有人口2581人，而人口密度為每平方千米28.26人。